# 담양 김선기 가옥
담양 김선기 가옥(潭陽 金善基 家屋)은 대한민국 전라남도 담양군 대덕면 장산리에 있는 가옥이다. 1990년 2월 24일 전라남도의 문화재자료 제180호로 지정되었다.

## 개요
장산리 마을 맨 위쪽에 자리잡은 옛집으로, 조선 선조 36년(1603)에 처음 지었으며 순조 25년(1825)에 수리를 하였다고 한다. 집은 크게 안채와 사랑채, 사당으로 구성되어 있다.
안채는 앞면 5칸·옆면 2칸 규모의 ㄷ자형 집이다. 왼쪽부터 부엌·골방·큰방·대청·작은방을 배치하였다.
사랑채는 ‘망인당(望仁堂)’이라고 하며, 앞면 4칸·옆면 2칸 규모이고 앞에 퇴칸이 있는 집이다. 지붕은 옆면에서 볼 때 여덟 팔(八)자 모양인 팔작지붕이고, 누의 형식을 갖추고 있다. 앞면에는 난간을 설치하였으며, 누 아래에는 둥근기둥을 세웠다.
전체적으로 집의 높이가 낮으며 짜임이 특이한 방식으로 되어 있는 예스러운 집이다.

## 참고 자료
- 담양 김선기 가옥 - 국가유산청 국가유산포털